# Castione della Presolana
Castione della Presolana ([kasˈtjoːne delːaˌpɾezoˈlaːna], Cas-ciù [kasˈʧu] o Castiù [kasˈtju] in dialetto bergamasco) è un comune italiano di 3283 abitanti della provincia di Bergamo in Lombardia.
Ha una superficie territoriale con un'altimetria che varia dai 790 ai 2521 m s.l.m.

## Geografia fisica

### Territorio

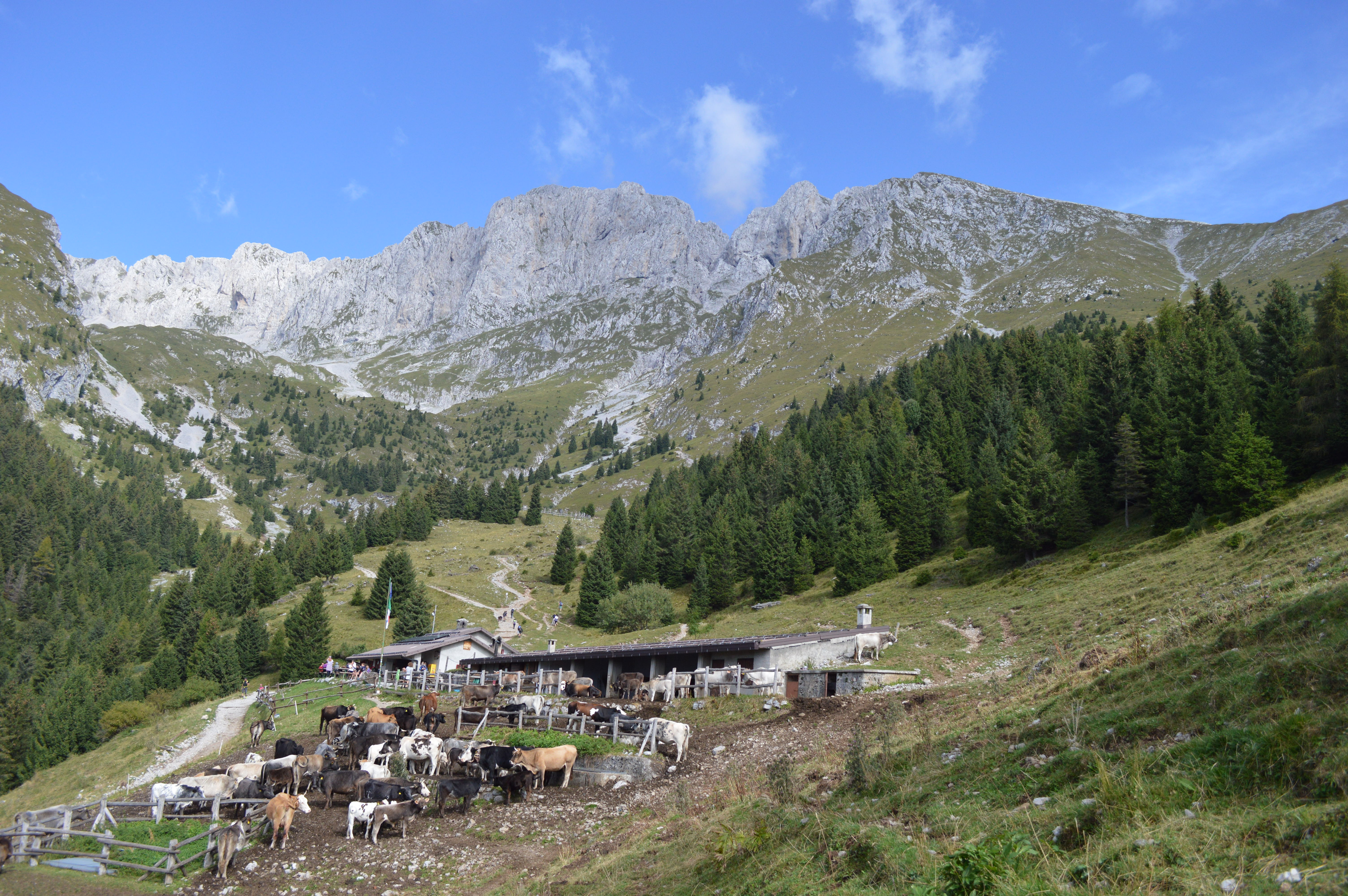

La "conca" della Presolana, dove si trovano le frazioni di Bratto, Dorga e Lantana, è stata scavata nei secoli dai ghiacciai, dei quali si possono vedere i resti delle morene laterali a Bratto nord, e sovrasta la val di Tede, a un'altitudine di circa 1000-1050 m s.l.m.
Castione della Presolana è un comune della provincia di Bergamo, sito alle pendici del Pizzo della Presolana e del Monte Pora. Giace in aperta e assolata posizione su un terrazzamento posto sopra la valle di Tede. Il territorio appartiene al bacino imbrifero del torrente Borlezza che versa le sue acque nel lago d'Iseo. Il territorio si divide tra la sede comunale, Castione (870 m), e le frazioni Bratto (1036 m), Dorga (979 m) e Lantana (1049 m).
Il comune è collegato attraverso il Passo della Presolana con la Val di Scalve, dove si trova il paese di Colere, adagiato di fronte alla parete nord della Presolana stessa.
Il comune di Castione è circondato : 
- a sud-est dalla Val di Tede, dai quali spiccano dall'altra sponda il Monte Varro (1314 m) e il monte Buldet (1479 m)
- a ovest dal Monte Valsacco (1772 m), a nord, invece si arriva a Bratto e alle 3 frazioni.
Bratto -Dorga-Lantana sono circondati da: 
- a ovest dal Monte Cornetto (1786 m)
- a nord-ovest dal massiccio della Presolana (2521 m)
- a nord-est dal Monte Scanapà (1669 m)
- a est dal Monte Pora (1889 m)
- a sud-est dalla Val di Tede e dalla sponda opposta dal Monte Alto (1723 m) che si congiunge col Pora
- a sud dalla Val di Tede e dal Monte Varro (1314 m) e dal capoluogo Castione

## Storia

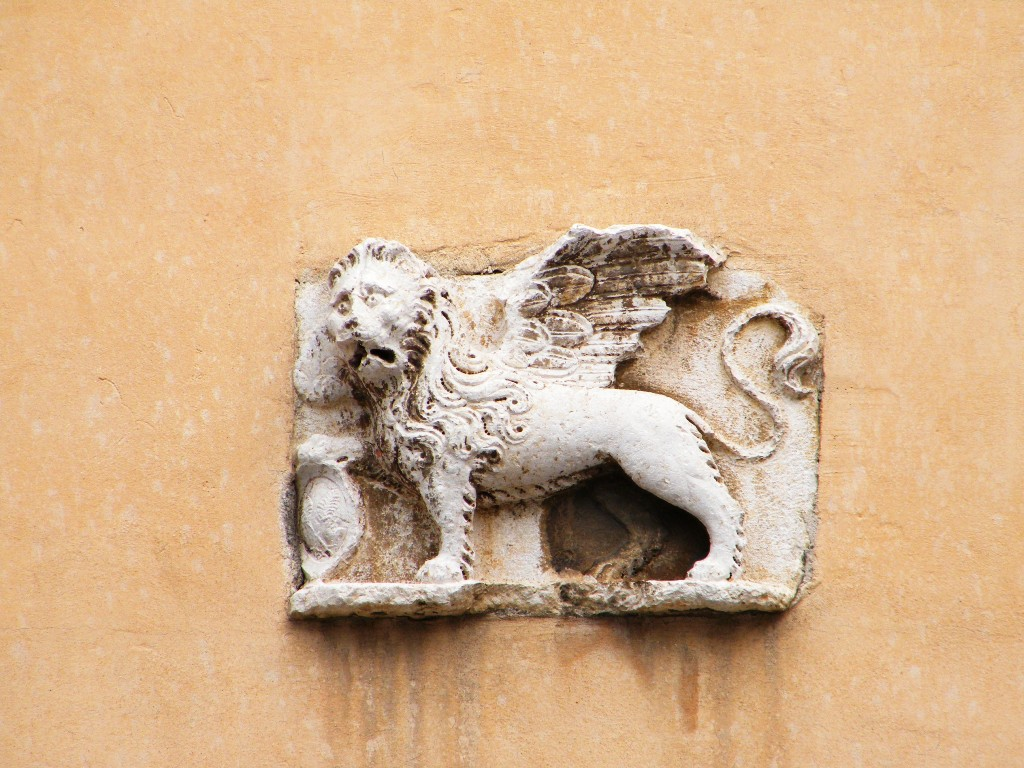
Leone di San Marco, ricordo della dominazione veneziana.

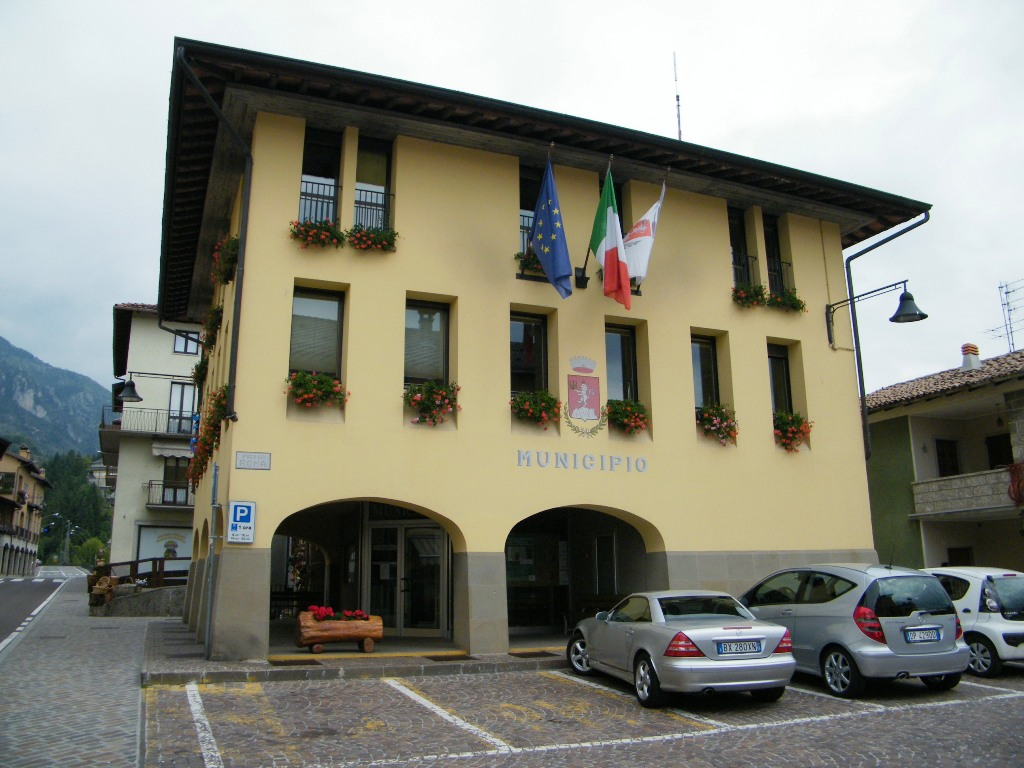
Municipio di Castione della Presolana.

A partire dal 1863, anno nel quale il Regno d'Italia autorizzava il comune castionese ad assumere la denominazione di Castione della Presolana, l'assetto politico rimane pressoché invariato; l'autonomia comunale e la tranquillità politica, hanno permesso la crescita economica della popolazione. La vita locale era dedicata allo sfruttamento dei boschi, all'allevamento di bovini, caprini e ovini. Cure molto particolari erano riservate a quegli appezzamenti di terreno che dovevano servire per garantire agli animali un'adeguata alimentazione. I prati, ben concimati, consentivano perciò fino a tre tagli di fieno annuali. Tra un taglio e l'altro, nelle zone impervie dove non si riusciva a concimare, veniva effettuata la raccolta del cosiddetto "fe magher" / fieno magro) che, mescolato all'altro, serviva per tutto l'inverno. A ottobre, quando ormai la stagione era alla fine, si raccoglieva il "patos" (insieme di foglie ed erbaccia) destinato alla preparazione dei giacigli invernali per gli animali. Il taglio delle piante rappresentava cospicui utili per i commercianti; il territorio veniva sfruttato a fondo anche con il commercio della terra pura e semplice e il lavoro di tagliapietre era molto diffuso nella zona, vista la bellezza del sasso locale utilizzato ancora per la costruzione delle case. L'agricoltura rappresentava una fonte importante di sostentamento consentendo di raggiungere la completa autonomia alle famiglie che vi si dedicavano.
Il frumento era diffuso nelle zone pianeggianti di Castione; la Valle dei Mulini, con il suo inesauribile corso d'acqua, garantiva il perfetto funzionamento delle macine per la lavorazione. L'ultimo mulino rimasto, è diventato un ristorante-museo. Le abitazioni rispecchiavano le esigenze dei "tanti", nel senso che venivano costruite per essere, oltre ad un luogo di lavoro, un ritrovo sociale. Generalmente le case erano formate da due piani: a piano terra presentavano un porticato ad arcate eseguite in pietra locale, che si affacciava sulla cucina e sulla stalla; mentre sopra, collegati con scale di legno, vi erano i locali di abitazione con piccole finestre. Vicino alla stalla veniva costruito un ulteriore porticato che fungeva da deposito per l'attrezzatura di lavoro, sopra il quale c'era il fienile che permetteva il foraggiamento del bestiame. Differente era la costruzione dell'alpeggio estivo che presentava una stalla con sopra il fienile e lateralmente veniva predisposta una stanza denominata "casì " per la produzione del formaggio.
La vicinanza della vallata alle città di Bergamo e Milano, insieme all'aria pura e salubre dell'ambiente montano, sono stati i motivi per i quali, agli inizi del Novecento, alcune delle famiglie più facoltose, hanno iniziato a costruire alberghi e case di vacanza. Nel 1913, il Club Alpino Italiano, organizzò le gare nazionali di sci, alle quali seguirono altre manifestazioni sportive: fra queste la "Coppa Principe di Piemonte", una gara a livello nazionale disputatasi il 5 febbraio 1928. Nel 1930 si costituisce la "Pro Castione", un sodalizio promozionale del turismo locale. Nello stesso anno si costituisce anche lo "Sci Club Presolana" che, fra suoi soci, poteva contare la presenza di deputati e senatori, che avevano già scelto Castione come meta delle proprie vacanze. I responsabili dello "Sci Club Presolana" tracciarono numerose piste di discesa, fondo e venne realizzato un trampolino di salto in località "Romentarek". Ai piedi del monte Scanapà c'è tuttora la vecchia costruzione che serviva a far muovere la slittovia. Sotto la calce sbiadita della facciata, si può ancora leggere la scritta che ricorda quello che fu uno dei primi impianti di risalita a fune della bergamasca. La slittovia era una sorta di "chiatta" della neve, montata su pattini, con una navetta che saliva e una che scendeva; poteva trasportare una quindicina di sciatori su due panche.

### Simboli
Lo stemma e il gonfalone del comune di Castione della Presolana sono stati concessi con decreto del presidente della Repubblica del 20 gennaio 1998.
Il leone sostenente il castello con la branca anteriore destra, già presente nello Stemmario Camozzi del 1888, era l'emblema della famiglia Castiglioni. La catena montuosa della Presolana evoca la determinante del nome del paese, concessa con regio decreto del 28 giugno 1863. Il gonfalone è un drappo di bianco.

## Monumenti e luoghi d'interesse
Chiesa parrocchiale di Sant'Alessandro
La chiesa parrocchiale dedicata a Sant'Alessandro patrono del paese.
La chiesa fu iniziata nel 1752 e conclusa nel 1756. All'interno si può ammirare l'altare maggiore costruito dai Fantoni di Rovetta nel 1767.Un importante dipinto è quello di Pietro Della Vecchia che rappresenta il martirio di sant'Alessandro di Bergamo.
A fianco della chiesa sorge il campanile alto 57,5 metri, costruito in pietra locale e terminato nel 1786. Possiede un concerto di 8 campane in Reb3
Chiesetta di San Peder (San Pietro)
La chiesetta di San Peder sorge su un picco roccioso nel territorio del comune di Castione della Presolana, nella contrada di Rusio, eretta intorno all'XI secolo, fu ricostruita nel 1580 e ristrutturata nel 1974, domina la Valle dei Mulini e il territorio del comune di Castione della Presolana.
È considerata il primo edificio religioso della zona, internamente ed esternamente sono presenti pitture murali risalenti al XV e XVI secolo.
In particolare alla sinistra della navata è ritratto un Cristo crocifisso di autore ignoto, risalente al 500, mentre nel presbitero, sempre dello stesso periodo è dipinto un Cristo risorto.
Altri dipinti che ritraggono la Vergine col Bambino, san Pietro con san Paolo, sant'Antonio abate e sant'Alessandro sono ritratti nell'arcata principale.
Sono ancora presenti alcuni ornamenti in marmo saccaroide originali del periodo medievale.
Santuario di Lantana
Chies di Lantana, piccola frazione caratteristica di Castione. Circondato da un caratteristico borgo storico, il Santuario di Lantana è una perfetta combinazione tra storia, arte, natura e tranquillità. Santuario del XV secolo, sorge sull’area di un vecchio oratorio dedicato a San Silvestro Papa, la cui immagine è scolpita su una lastra che sovrasta la porta di ingresso. La chiesa, risultato di una consistente ricostruzione avvenuta nel 1909, è nota per la devozione alla Beata Vergine Maria in onore dei suoi ripetuti interventi tramandati oralmente e documentati in una ricca raccolta ex voto. Il Santuario è ricco di storia e di arte, infatti sono numerosi gli affreschi che possiede, tra i quali: Sant’Antonio da Padova, la Via Crucis e la Madonna in trono con il Bambino. È possibile raggiungerlo con una semplice e piacevole passeggiata immersi nella natura, adatta a tutti.

## Società

### Evoluzione demografica
Abitanti censiti

## Cultura

### Eventi
I mercatini di Natale, la festa della Santusa, le rivisitazioni della transumanza e i riti delle greggi.
Ormai di fama mondiale il festival annuale degli scacchi che rappresenta un vero e proprio avvenimento.
Inoltre, nel periodo estivo, due diverse edizioni della rassegna Hobby ed Artigianato in piazza.
Ogni seconda domenica d'agosto è festa a Lantana, l'appendice più a nord di Dorga, per la festa del Santuario della Madonna delle Grazie. I festeggiamenti durano solitamente tre giorni, culminando con la processione che, coinvolgendo tutta Dorga, finisce al Santuario.
Nel luglio 2007 vi è stata la Presolana Bike Challenge prima edizione di una festa di Mountain Bike su tracciati completamente chiusi al traffico ma con seggiovie funzionanti con gare nazionali, cicloturistiche e di downhill per discese mozziafato. È stata la prima gara in Italia ad usufruire di sistemi grafici e di rilevamento satellitari.
Il Gruppo Ciclistico Presolana ha disegnato, grazie a questa nuova tecnologia e all'esperienza di migliaia di chilometri, nella conca della Presolana ben 8 tracciati di diverse difficoltà tecnica e fisica disponibili.
Dal 2005 al 2007 Castione ha ospitato tre edizioni di Kaibakh Festival Arti Visive, rassegna ed esposizione dedicata a cortometraggi, fotografie e opere d'arte. Nel corso del festival, tenuto presso la scuola elementare della frazione di Dorga, si sono svolti spettacoli teatrali e concerti

## Geografia antropica

### Frazioni
- Castione, 870 m, sede comunale.
- Bratto, 1006 m, frazione a vocazione turistica, ricca di alberghi e seconde case, posta a 3 km dal capoluogo comunale, lungo la SS 671 e sulle prime pendici del Monte Cornetto. Vi hanno sede dispensario farmaceutico, ufficio postale, chiesa parrocchiale.
- Dorga, 979 m, frazione turistica di seconde case, situata a valle della strada per il monte Pora e sulle pendici meridionali del monte Scanapà. È dotata di chiesa parrocchiale e campo da tennis.

### Altre località del territorio
- Località Lantana, 1010 m, località più tranquilla di Dorga, lungo la strada per il monte Pora, si trova sulle pendici meridionali del Monte Scanapà e del monte Lantana, domina la val di Tede. È il punto di partenza per raggiungere la località Predusolo, il Trondone e il Fontanin del Pora. Da qui è possibile raggiungere il Colle Vareno e la Valzelli passando per i boschi. È conosciuta per il notevole Santuario della Madonna delle Grazie la cui ricorrenza cade ogni anno la prima settimana di agosto. In passato, dal 1248 fino al 1497, Lantana ha goduto di una vera e propria autonomia comunale prima di essere inglobata da Castione.
- Località Malga Alta di Pora, 1499 m. Stazione sciistica (seggiovie, sciovie, piste) posta sul fianco occidentale del monte Pora.
- Località Cantoniera della Presolana, 1297 m, condiviso dai comuni di Castione della Presolana, Colere, Angolo Terme. Stazione sciistica dotata di alberghi, seggiovie, sciovie. Le piste si adagiano lungo tutto il pendio settentrionale del Monte Scanapà.
- Località Rusio, 921 m. Piccola contrada, posta a monte di Castione della Presolana, abitata esclusivamente da locali (con case tipiche) e molto tranquilla.

## Amministrazione
| Periodo        | Periodo                      | Primo cittadino   | Partito                          | Carica       | Note |
| -------------- | ---------------------------- | ----------------- | -------------------------------- | ------------ | ---- |
| 14 maggio 2001 | 29 maggio 2006               | Angelo Migliorati |                                  | sindaco      |      |
| 30 maggio 2006 | marzo 2010                   | Vittorio Vanzan   | lista civica L'intesa            | sindaco      |      |
| marzo 2010     | 15 maggio 2011               | Tiziano Tomasoni  | lista civica L'intesa            | sindaco f.f. |      |
| 16 maggio 2011 | 5 giugno 2016                | Mauro Pezzoli     | lista civica Vivi Presolana      | sindaco      |      |
| 5 giugno 2016  | dal 4 ottobre 2021 in carica | Angelo Migliorati | lista civica Impegno democratico | sindaco      |      |

### Gemellaggi
- Bons-en-Chablais[senza fonte]
- Adenau[senza fonte]